# Carlos Souza
Carlos Alberto Cavalcante de Souza (Manaus, 17 de agosto de 1952) é um político e apresentador de televisão brasileiro.

## Carreira política

### Desempenho em eleições
| Ano  | Eleição              | Coligação                                                                                                  | Partido | Candidato a      | Votos   | Resultado |
| ---- | -------------------- | --- | ------- | ---------------- | ------- | --------- |
| 2002 | Estadual do Amazonas | Resistência Amazônica (PT, PCdoB, PL, PST, PCB, PRTB, PMN, PTdoB)                                          | PL      | Deputado federal | 133.509 | Eleito    |
| 2006 | Estadual do Amazonas | Pelo Bem do Amazonas (PMDB, PMN, PP, PTB)                                                                  | PP      | Deputado federal | 147.212 | Eleito    |
| 2010 | Estadual do Amazonas | Avança Amazonas (PRB, PP, PTB, PMDB, PHS, PSC, DEM, PRTB, PMN, PCdoB)                                      | PP      | Deputado federal | 112.393 | Eleito    |
| 2014 | Estadual do Amazonas | Fazendo Mais Por Nossa Gente (PROS, DEM, PSDB, PR, PTN, PSC, PTdoB, PTC, PRTB, PEN, PV, PHS, PSL, PSD, SD) | PSD     | Deputado federal | 53.020  | Suplente  |